# Junta de Montevideo
La Junta Gubernativa de Montevideo fue un organismo de autogobierno creado por los españoles de la Banda Oriental luego de la invasión de España por Napoleón Bonaparte. Su creación fue resuelta el 21 de septiembre de 1808 (instaurándose al día siguiente) y funcionó hasta el 30 de junio de 1809. Es generalmente considerada como el primer exponente del movimiento juntista en la América española.

## Antecedentes

### La invasión de España
Deseoso el emperador francés Napoleón Bonaparte de aislar a Inglaterra, procedió a extender el bloqueo continental a su aliado Portugal. Ante las reticencias del príncipe regente Juan, el ejército francés entró en España el 18 de octubre de 1807 en dirección a Portugal, tras lo cual, el 27 de octubre, Eugenio Izquierdo y el general Duroc como plenipotenciarios pactaron en el Tratado de Fontainebleau (1807) el reparto de Portugal. El 17 de noviembre entraron las tropas franco-españolas al mando de Junot y sin resistencia se dirigieron a Lisboa. El 22 de diciembre entró otro ejército liderado por Pierre-Antoine Dupont de l'Étang con 22.000 efectivos de infantería y 3.500 de caballería sin tener la anuencia de la Corte española y el 9 de enero de 1808, otro ejército al mando de Bon Adrien Jeannot de Moncey con 25.000 efectivos de infantería y 2.700 de caballería cruzó la frontera. El 1 de febrero, contraviniendo lo pactado en Fontainlebleau, Junot depuso formalmente a la dinastía Braganza y al consejo de regencia designado por el príncipe regente, y proclamó el gobierno de Napoleón sobre la totalidad del territorio portugués.
A mediados de febrero los franceses se presentaron en Pamplona y, ante la reticencia de cederles la ciudadela, la tomaron por sorpresa. Por otro lado entró un ejército dirigido por Guillaume Philibert Duhesme de 11.000 hombres de infantería y 1700 de caballería en dirección a Valencia y, bajo amenaza y temiendo la enemistad francesas, entraron en Barcelona. Y con la autorización de Manuel Godoy, el 5 de marzo se entregó San Sebastián y el 18 de marzo se rindió la ciudadela de Figueras. En marzo se formó un nuevo ejército de 19.000 hombres a las órdenes de Jean-Baptiste Bessières. Por otra parte, el general Joaquín Murat, lugarteniente de Napoleón para todos sus ejércitos en España, vino a España el 9 de marzo, llegó a Burgos el 13 y emprendió camino hacia Madrid el día 15.
En definitiva, temeroso Godoy de que ya hubiera 100.000 efectivos franceses en territorio español sin autorización y sin saber su objeto, decidió trasladar a la familia real hacia América, viaje que inició el 13 de marzo encaminándose hacia Aranjuez. Los rumores de que proseguiría la partida de los Reyes el 17 o 18 de marzo y la instigación del Príncipe de Asturias Fernando en la guardia de corps puso los ánimos alerta. Nuevas asonadas llevaron a Carlos IV a abdicar a favor de su hijo Fernando el 19 de marzo. 
Teniendo noticias Murat de lo acaecido en Aranjuez, aceleró su paso y entró en Madrid el 23 de marzo. Al día siguiente lo hizo el nuevo rey Fernando VII. Habiendo recibido las nuevas el 26 de marzo, Napoleón se dispuso hacer el cambio de monarca. Al día siguiente propuso a su hermano Luis la corona y el 2 de abril salía de París en dirección a Bayona, aunque Murat extendió el rumor de que iría a Madrid.
En cambio, el trato que Murat reservaba al rey Fernando VII era de total indiferencia, negándose a reconocerlo. Por el contrario, el nuevo monarca, necesitado de apoyos y reconocimiento internacional, prosiguió la política de estrechar lazos de amistad y alianza con Francia. Así, el 5 de abril mandó a su hermano Carlos al encuentro del emperador. El 10 de abril, el rey, deseoso de contar con el beneplácito de Napoleón, partió de Madrid con su comitiva y dispuso que en su ausencia rigiera el gobierno una Junta Suprema de Gobierno presidida por su tío el infante Antonio. A su llegada a Burgos el 12 de abril, no tuvo noticias de Napoleón, y el general Savary convenció al rey para proseguir viaje a Vitoria, adonde llegó el día 14. Mientras, Napoleón entraba en Bayona el 15 y, teniendo noticias el infante Carlos, hizo lo propio. El general Savary aseguró que si el rey iba a Bayona al encuentro de Napoleón, este no tendría inconveniente en reconocerlo como Rey de España. El rey partió de Vitoria el 19 y arribó a Bayona el 20, donde nadie salió a recibirlo.
En Madrid, Murat declaró a la Junta que el emperador Napoleón no reconocía a otro rey que a Carlos IV y que iba a publicar una proclama de Carlos IV en la que indicaba que su abdicación había sido forzosa. No obstante, la Junta respondió que no se daría por enterada hasta que el propio Carlos se lo comunicara y pidió el secreto de dicha resolución. En seguida, Murat se puso de acuerdo con Carlos IV, quien desde El Escorial escribió a Napoleón poniéndose en sus manos, y a su hermano Antonio, presidente de la Junta, con la retractación de su abdicación y la confirmación de los miembros de la junta suprema tal y como la había constituido su hijo el rey Fernando VII. El 25 de abril, Carlos IV y su esposa emprendieron viaje a Bayona adonde llegaron el 30 de abril, siendo recibidos y agasajados por Napoleón como los verdaderos reyes.
Tras una comida con Napoleón el 20 de abril, el rey Fernando fue informado por Savary de que el emperador había resuelto sustituir a los Borbones por la familia Bonaparte. En Bayona, el 1 de mayo, Napoleón tras comer con los reyes padres y Godoy, citó a Fernando VII, y sus padres apoyados por Napoleón le amenazaron para que abdicase en favor de Carlos IV al día siguiente. De esta manera le fue arrancada una abdicación fechada el 1 de mayo y condicionada a la reunión de las Cortes en España y sin presencia de Godoy. Carlos IV rechazó esta idea.
El 5 de mayo el mariscal Duroc y Godoy, como plenipotenciarios, concluyeron un tratado por el que Carlos IV cedía la corona de España a Napoleón. Hechas ya las renuncias reales, faltaban las de los sucesores, que se llevaron a cabo, bajo la gestión de Duroc y Escóiquiz, el 12 de mayo en Burdeos, suscritas por Fernando, Carlos y Antonio. 
El 6 de junio Napoleón dictó un decreto en el que nombraba a su hermano José como rey de España y, al día siguiente, espetó a su hermano, recién llegado a Bayona para que aceptase la corona, donde fue reconocido como tal por las autoridades españolas allí congregadas. José aceptó la corona el 10 de junio y confirmó a Murat como lugarteniente del reino.
La asamblea convocada por Napoleón debatió el proyecto de Constitución preparado por el propio Napoleón y, con escasas rectificaciones, entre el 15 y 30 de julio de 1808 fue aprobada la Constitución, llamada Estatuto de Bayona. El rey José la juró el 7 de julio y entró en España el 9 de julio. Entretanto en España ya se habían producido sublevaciones y la formación de Juntas por todo casi todo el territorio desde finales de mayo.

### Las Juntas de Gobierno
Las noticias de los hechos se extendieron por todo el país, provocando las primeras reacciones de indignación y solidaridad, a la vez que las primeras declaraciones a favor de un levantamiento armado general en un clima de confusión ante la fragmentación de los distintos representantes del gobierno. Surgieron órganos locales de poder o Juntas.
El llamado Bando de los alcaldes de Móstoles, promulgado por Andrés Torrejón y Simón Hernández, fue la primera iniciativa desde el ámbito local que contribuyó al desprestigio de la Junta Suprema de Gobierno designada por Fernando VII. El 9 de junio de 1808 se constituyó la Junta General del Principado, que impulsó el inicio de la rebelión en Asturias, a pesar de las presiones de la Junta Suprema de Gobierno. La rebelión se tornaría en enfrentamiento general tras la formación de un ejército de milicias populares campesinas a partir del 25 de mayo, con la formación de la nueva Junta Suprema del Principado. La Junta aprobó una declaración de guerra contra los franceses, creó un ejército y ondeó por vez primera la bandera regional. 
Una vez difundidas las noticias de las abdicaciones de Bayona, la insurrección se inició en la ciudad de Valencia y en los días siguientes, en Zaragoza, José de Palafox y Melci tomó el control de la ciudad tras entregar el mando el capitán general Jorge Juan Guillelmi y Andrada a su segundo, produciéndose el primero de los Sitios de Zaragoza. Mientras en Murcia, el antiguo ministro Floridablanca presidía la constituida nueva Junta. En Sevilla, la Junta local adoptó el nombre de Junta Suprema de España e Indias, impulsora del texto considerado como la declaración de guerra formal emitido el 6 de junio de 1808.

### Las Juntas enHispanoamérica
Frente a los sucesos en España, las colonias americanas reaccionaron en forma muy semejante a los reinos metropolitanos. Había dos posiciones. Los españoles, particularmente los altos funcionarios de gobierno y clero, fueron partidarios de que la situación política se mantuviera, continuando en sus cargos los virreyes y gobernadores y otras autoridades, aún en ausencia del Rey--y a partir del 31 de enero de 1810, del Consejo de Regencia formado en Andalucía.
Por otra parte, los criollos y algunos españoles, postularon la formación de juntas de gobierno, por cuanto consideraron que la Junta Suprema de España e Indias solo tenía validez para Sevilla--puesto que ni siqueira la Junta de Valencia o la de Asturias la reconocían como superior a sí mismas; y que el Consejo de Regencia establecido el 31 de enero y que sustituyó a la Junta sevillana como cuerpo unitario y ejecutivo, dirigente de la guerra contra Napoleón, solo tenía validez en la península, y que su autoridad no era extensiva a América (a pesar de contar un representante americano, como miembro de uno de los "viejos reinos"). Esgrimieron el argumento de que las colonias o reinos hispanoamericanos eran entidades político-administrativas independientes de las existentes en España, porque desde el descubrimiento habían quedado vinculadas jurídicamente a la Corona, mediante la Bula Inter caetera. Estando ausente el monarca, ellos tenían los mismos derechos de autogobierno, porque también se apoyaron en la doctrina tradicional del poder, que en tales circunstancias les devolvía la soberanía para establecer el orden político transitorio que resultase más conveniente a sus intereses.
Por ello, en la mayor parte de los territorios americanos, los criollos, a través de los cabildos, manifestaron sus intenciones y promovieron con éxito en la mayoría de los casos la instauración de juntas de gobierno locales fieles a Fernando VII, a quien reconocían como legítimo soberano. Entre 1808 y 1809 se constituyeron juntas en Montevideo, Chuquisaca, La Paz y Quito. Algunas de ellas fueron efímeras, otras perduraron en el tiempo, pero en sus inicios ninguna tuvo carácter separatista. Con el tiempo promovieron un conjunto de reformas políticas, económicas y administrativas que, en forma paulatina, fueron desencadenando el proceso que condujo finalmente a la independencia de América.

### La misión Sassenay
En agosto de 1808 llegó a Buenos Aires el enviado de Napoleón, el marqués Claude-Henry-Étienne Bernard de Sassenay, quien tenía por misión hacer conocer la abdicación de los reyes españoles, la instalación en el trono de José I y, además, hacer jurar lealtad al nuevo monarca. 
Sassenay desembarcó primero en Maldonado, donde fue recibido calurosamente por el comandante del Fuerte. Luego se dirigió a Montevideo, adonde llegó el 10 de agosto y fue acogido por el gobernador Francisco Javier de Elío. Montevideo se preparaba para hacer un juramento de fidelidad al rey Fernando VII y Sassenay pidió al gobernador retrasar las festividades. Este respondió que no era de su competencia y podría producir movimientos sediciosos en el seno de la población. Se comprometió a facilitar a Sassenay la travesía del Río de la Plata y le brindó ayuda para trasladarse a Buenos Aires, adonde llegó el 13 de agosto y esperó ser recibido por el virrey Santiago de Liniers. Hacia 1800, recién casado, Sassenay se había ocupado de diversos negocios mercantes marítimos que le habían llevado a Buenos Aires, donde había conocido a Liniers.
Tras haberse enterado de la llegada del enviado francés, Liniers quedó muy contrariado. No disponía de tropa alguna, era rehén del Cabildo y su posición dependía de la alianza con el pueblo. Liniers convocó a la Real Audiencia y al Cabildo de Buenos Aires para decidir qué posición tomar y no dar pie a la crítica. La entrevista entre Liniers y Sassenay fue fría. Se realizó en el Fuerte en presencia de los alcaldes y de otros funcionarios reales. Sassenay entregó despachos y valijas y contó lo que había escuchado en Bayona. La documentación que traía el enviado daba cuenta de la abdicación de los dos reyes a favor de Napoleón y contenía una carta de Fernando VII estipulando que las fiestas en honor a su advenimiento no tendrían lugar. También traía Sassenay pliegos del Real y Supremo Consejo de Indias y de Gonzalo O'Farril y Miguel José de Azanza quienes, en vista de la situación de España, aconsejaban reconocer al nuevo monarca. 
La furia de los representantes fue tal que se quiso atentar contra la vida de Sassenay. Para que no quedara ninguna duda sobre sus opiniones, optaron por quemar los pliegos que traía el enviado. Liniers intentó impedir el desenlace fatal y afirmó que Sassenay y su tripulación serían repatriados a Europa en un navío neutral. En la noche del 13 al 14 de agosto Liniers fue a ver subrepticiamente a Sassenay retenido en la fortaleza, le informó su posición y lo invitó con un salvoconducto a regresar precipitadamente a Europa. Escribió a De Elío para que este general se asegurara la partida de los franceses. Sassenay llegó a Montevideo el 19 de agosto, algunas horas después de que un barco español hubiera ingresado en la rada con el pedido al gobernador de detener a los franceses y encarcelarlos. Sassenay fue enviado a un calabozo e incomunicado.

### La situación del virrey Liniers
La situación de Liniers se tornaba cada día más delicada, pues su actuación como virrey interino levantaba resistencias. El hecho de ser francés de nacimiento, haber recibido a solas a Sassenay, luego que el Cabildo y la Audiencia habían rechazado sus pliegos, lo convirtieron en sospechoso, a los ojos de muchos, de simpatizar con el régimen que se había instalado por la fuerza en España.
Todo se agravó cuando el virrey hizo conocer una proclama con fecha del 15 de agosto, advirtiendo a los habitantes de Buenos Aires de la llegada de un barco de la Junta de Cádiz y de los documentos traídos por el enviado francés. La proclama no indicaba abiertamente que había que referirse a Fernando VII. Liniers quería saber lo que habían decidido las Cortes reunidas en Bayona el 15 de junio de 1808.
Se entendió que, en ese documento, el virrey trataba con mesura a los invasores. Y lo que más revuelo generó fue la actitud que, a su entender, debían tener las colonias con respecto al conflicto que asolaba a España. Liniers recomendaba esperar la suerte de la metrópoli «para obedecer a la autoridad que ocupe la soberanía». En el mejor de los casos, la actitud de Liniers podía calificarse como de oportunista, pues aconsejaba el inmovilismo hasta la resolución militar del conflicto. Tanto españoles como criollos eran hostiles hacia los franceses, especialmente a partir de que se conoció el levantamiento popular en España para resistir la invasión.
El Cabildo de Buenos Aires no tardó en reaccionar ante las maniobras dubitativas de Liniers. El 21 de agosto realizó la proclamación y jura de Fernando VII como soberano español. Al día siguiente dio a conocer una proclama que era una verdadera advertencia para el virrey, en la que se decía «Habéis jurado un rey... No se reconocerá relaciones distintas a la que os unen a su persona».
El gobernador de Montevideo, Elío, no dudó en acusar de traidor a Liniers. Este, para desmentir la acusación, tomó la iniciativa de declararle la guerra a Napoleón, luego de varias vacilaciones. En septiembre de 1808 Liniers declaró la guerra a Napoleón y a José I y reconoció la Junta de Sevilla. A su vez, designó al capitán de navío  Juan Ángel Michelena para hacerse cargo del gobierno de Montevideo, quien llegó sin escolta en la mañana del 20 de septiembre con la orden de apresar a Elío y trasladarlo a la capital: 

«Por convenir al mejor servicio S.M. he determinado, que los Cuerpos de Infantería de Montevideo, relevar al Jefe político y militar de esa plaza: ”Brigadier don Francisco Xavier de Elío” y nombrar para que le suceda, al Capitán de Navío Juan Antonio Michelena.»
Orden de relevo de Elío

Tras recibir excusas de los jefes de la guarnición de la ciudad para no brindarle apoyo, a los que había remitido oficios solicitándoselo, se dirigió al fuerte a tomar posesión del gobierno, pero fue insultado y golpeado en público por el propio Elío, debiendo dirigirse al cabildo. Una revuelta popular de apoyo a Elío lo obligó a huir durante la noche.

## Cabildo abierto

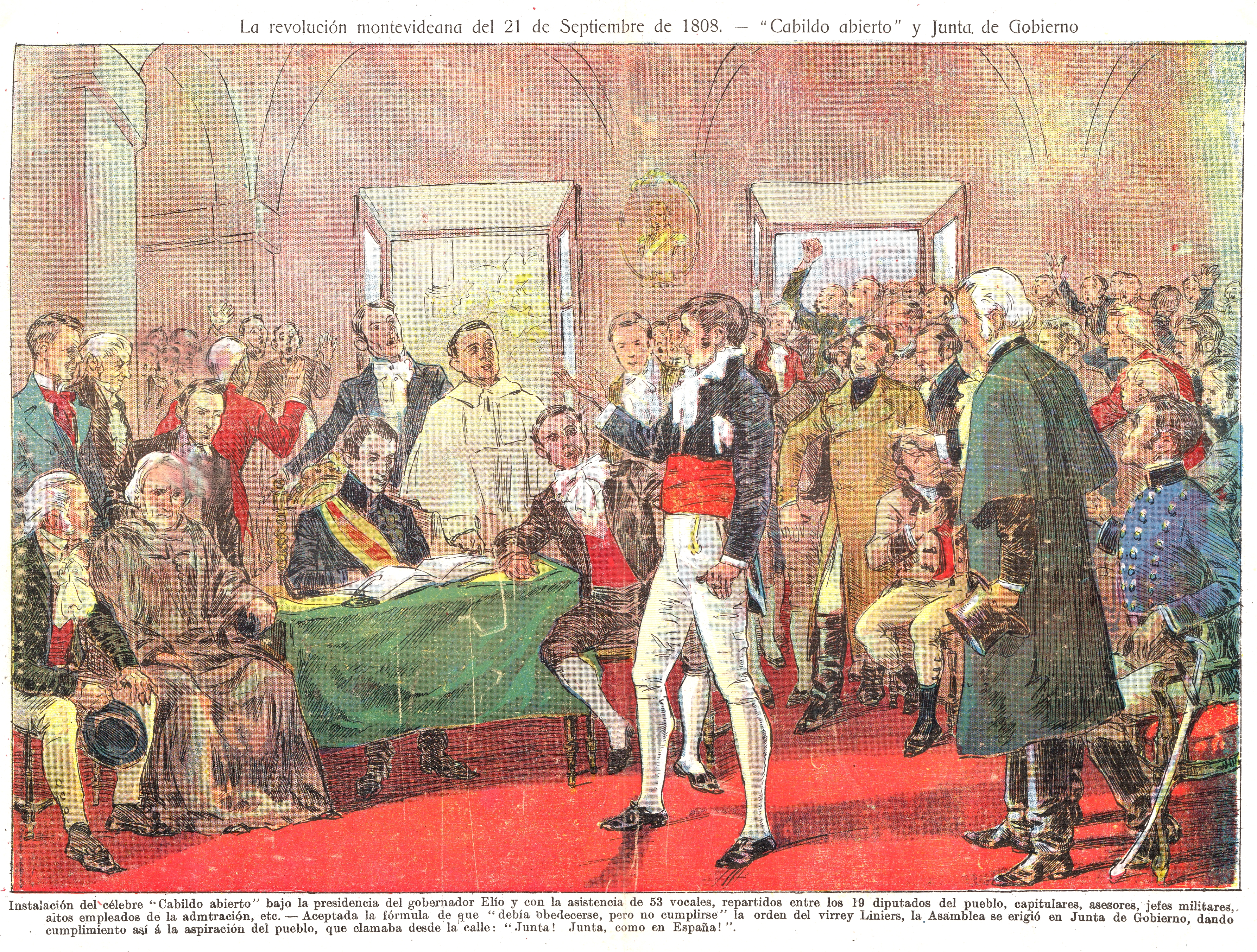
Ilustración sobre la instalación del Cabildo abierto de Montevideo publicada en la revista La Semana.

El pedido de cabildo abierto expresado por la muchedumbre el día 20 fue aceptado por el cabildo y por el gobernador para efectuarse al día siguiente, 21 de septiembre de 1808.
Por miedo a la reacción popular, los cabildantes permitieron que 19 personas fueran elegidas por la muchedumbre para participar en el cabildo abierto. Por aclamación fueron elegidos: 

«(...) recayó la elección en los señores D. Juan Francisco García de Zúñiga, coronel comandante del Regimiento de Voluntarios de Infantería de esta Plaza, Dr. D. José Manuel Pérez, clérigo Presbítero, Reverendo P. Guardian del Convento de San Francisco, Fray Francisco Xavier Carvallo, D. Mateo Magariños, D. Joaquín de Chopitea, D. Manuel Diago, D. Ildefonso García, D. Jaime Illa, D. Cristoval Salvañach, D. José Antonio Zubillaga, D. Mateo Gallego, D. José Cardoso, D. Antonio Pereyra, D. Antonio de San Vicente, D. Rafael Fernandez, D. Juan Ignacio Martínez, D. Miguel Antonio Vilardebó, D. Juan Manuel de la Serna y D. Miguel Costa y Tejedor, todos Vecinos antiguos de esta Ciudad, notoriamente acaudalados, del mejor crédito y concepto, de los quales, la mayor parte han obtenido en esta Ciudad cargos de República, estando los mas de ellos actualmente empleados en calidad de oficiales de los Regimientos de Milicias de Artillería, Caballería é Infantería de esta Plaza.»

La asamblea de 55 personas, estaba presidida por Elío e integrada además de los representantes del pueblo, por los capitulares, jefes militares, la iglesia y funcionarios.

«(...) siendo las diez de la mañana, concurrió a las puertas de las casas capitulares, un inmenso pueblo que se difundía por toda la extensión de la Plaza Mayor, repitiendo los clamores de la noche anterior, insistiendo en sus pretensiones y en la celebración del Cabildo Abierto que se les había otorgado.»
Acta capitular del 21 de septiembre de 1808

Para evitar saltar el orden jerárquico existente, el cabildo abierto usó la fórmula "obedecer pero no cumplir" las órdenes de Liniers, contemplada en el Derecho de Indias, amparándose en que no podía cumplir la orden de relevo de Elío al haber salido de la ciudad Michelena. Entre los más decididos expositores de ese pensamiento se hallaba Pérez Castellanos. Cuando el virrey Liniers ordenó la disolución de la Junta, los montevideanos sostuvieron la misma fórmula argumentando que el gobernador de Montevideo era de nombramiento real.
Se decidió que la asamblea quedara constituida en Junta de Gobierno, a semejanza de las creadas en España para gobernar a nombre de Fernando VII. Fueron nombrados asesores de la Junta los doctores Eugenio de Elías y Lucas José Obes y como secretario a Pedro Feliciano Cavia. 
La Junta se reservó el derecho a modificar el número de sus miembros y las resoluciones tomadas para su erección y ordenó a los jefes militares la obligación de consultarla para toda orden del virrey.

«La Junta de gobierno tendrá potestades para corregir, ampliar ó modificar el número de individuos que la componen, como también cualquier otra deliberación relativa a su erección por consiguiente se elijen asesores de la junta: los doctores José Elias y Lucas José Obes y por secretario al escribano del Cabildo Sáinz de Cavia.»
Acta del cabildo abierto

## La Junta de Montevideo
Las juntas tenían el sentido que sus componentes les dieran: en España las hubo que se destacaron por su empuje revolucionario, pero otras intentaron frenar la participación popular. Fue por eso que los españoles respondieron de distinta manera a las juntas que se fueron conformando desde 1808 en territorio americano: algunas fueron duramente reprimidas por los absolutistas mientras que otras, como la de Montevideo, fueron aceptadas por la Junta de Sevilla. La explicación es que la de Montevideo estaba formada en su totalidad por españoles, dóciles a las directivas de la metrópoli.
En la tarde del 21 la Junta se dirigió al fuerte para recibir los homenajes y acatamientos de los militares. El 22 de septiembre se instaló en el Fuerte la Junta Gubernativa de Montevideo, presidida por el gobernador Elío y reducida ese día en número. Fueron elegidos como vocales:
- Miembros del cabildo:
  - Pascual José Parodi (alcalde de 1° voto)
  - Pedro Francisco de Berro (alcalde de 2° voto)
  - Manuel Ortega (regidor)
  - José Manuel de Ortega (regidor)
  - Manuel Vicente Gutiérrez (fiel ejecutor)
  - Juan Domingo de las Carreras (regidor)
  - Juan José Seco (regidor)
- Miembros del ejército:
  - Prudencio Murguiondo
  - Juan Balbín González Vallejo
  - Diego Ponce de León
- Miembros de la Iglesia:
  - Francisco Javier Carvallo
  - José Manuel Pérez Castellano
- Administrador de Aduanas:
  - José Prego de Oliver
- Comerciantes y propietarios: 
  - Miguel Antonio Vilardebó
  - Francisco Antonio Suárez
  - Pedro José de Errazquin
  - Joaquín de Chopitea
  - Mateo Gallego

Fueron confirmados:
- Presidente:
  - Francisco Javier de Elío
- Asesores:
  - José Eugenio de Elías
  - Lucas José Obes
- Secretario:
  - Pedro Feliciano Cavia

El Fiel Ejecutor del Cabildo de Montevideo, Manuel Gutiérrez, fue el encargado de llevar a Buenos Aires las resoluciones del Cabildo Abierto. Mientras que a España fue enviado José Raimundo Guerra, quien embarcó el 30 de septiembre en el bergantín Fiel Amigo.
Entre los que se opusieron a la instalación de la Junta se hallaban: el comandante de marina Joaquín Ruiz Huidobro, el cura de la iglesia matriz, Juan José Ortiz, el coronel Juan Francisco García y su hijo Tomás García de Zúñiga, síndico procurador del Cabildo de Montevideo, quien abandonó la ciudad negándose a reconocer a la Junta. Los oficiales de marina también opusieron resistencia, a causa de su dependencia militar directa del virrey, lo mismo que el brigadier Lecocq.
El 26 de septiembre la Real Audiencia de Buenos Aires desaprobó la creación de la Junta y pidió a Elío que la disolviera y destruyera las actas de su creación, remitiendo a Buenos Aires a quienes se negaran. Ante la decisión de la Audiencia, la reacción del virrey fue cortar toda comunicación con Montevideo y detener a los oficiales basados en esa ciudad que se hallaban en Buenos Aires. También intentó evitar la partida del diputado Guerra, elegido por esa ciudad para la Junta de Sevilla, para lo cual situó tres barcos en vigilancia, pero éstos fueron burlados el 30 de septiembre. Como consecuencia de la ruptura, Montevideo estuvo de hecho en una situación de libre comercio. Liniers envió a Sevilla a su ayudante Hilarión de la Quintana con pliegos para la Junta Central sobre lo acontecido en Montevideo.
El 5 de octubre de 1808 el Cabildo de Montevideo dirigió un extenso oficio al Cabildo de Buenos Aires instándolo a deponer al virrey:

«El pueblo de Montevideo, que dio poco tiempo há tantos asunto á la historia de la América, vuelve á ser hoy toda la expectación de este gran continente. Él es quien ha levantado el grito contra la corrupción del gobierno..., él quien pide la separación de un virey extranjero por sospechoso de infidencia... El mundo lo sabe, y nosotros estamos en el caso de convencerlo. Pero por desgracia Montevideo no es mas que un pueblo pequeño. Su rival es el arbitro del poder y la fuerza. Tenemos justicia, pero ¡qué importa si nos falta el valimiento! Nosotros necesitamos de un apoyo, de un protector poderoso, y este no puede ser otro que Vuestra Excelencia. Si Vuestra Excelencia posee un valor heroico, le sobra constancia, y ha probado bien que no le falta entereza para arrostrarlo todo, cuando se trata de salvar la patria, y servir al soberano. Suya es la causa que defendemos, no de Montevideo: suyo es el pueblo que representamos, suya la provincia por cuya felicidad entabló este cabildo sus primeros empeños. ¿No son estos títulos mas que poderosos para interesar á Vuestra Excelencia en nuestra defensa?»
Primera parte del oficio del 5 de octubre de 1808

Al mismo tiempo que el cabildo, la Junta se dirigió a la Audiencia el 8 de octubre renovando la fórmula de obedecer pero no cumplir. El 15 de octubre la Audiencia reafirmó su orden de disolución de la Junta intimándola, lo mismo que al Cabildo y al gobernador.
En conocimiento de la actuación de Pérez Castellanos, el virrey pidió al obispo que tomara medidas disciplinarias contra el sacerdote. El 26 de noviembre de 1808 el obispo de Buenos Aires le ordenó no asistir a la Junta y dirigirse a Buenos Aires, pero el presbítero se excusó de cumplir.
En Buenos Aires, tanto Martín de Álzaga, jefe del Cabildo, como Mariano Moreno, eran partidarios del sistema de juntas, e incluso Álzaga mantuvo una muy fluida relación con el gobernador de Montevideo y cabeza de la Junta. A ambos los unía su enemistad con el virrey Liniers. Moreno sostenía la necesidad de que los criollos tuvieran una participación destacada en las juntas, a diferencia de Álzaga, que pensaba en una junta formada exclusivamente por españoles, al igual que la de Montevideo. El 1 de enero de 1809 se produjo en Buenos Aires la Asonada de Álzaga, sofocada por el virrey Liniers, siendo los principales complotados desterrados a Carmen de Patagones, de donde fueron rescatados por un barco enviado por Elío desde Montevideo.
El nuevo organismo tuvo un carácter más bien conservador. En 1809 se le encomendó a Bernardo de Velasco, militar y gobernador de la Intendencia del Paraguay, una expedición contra la Junta de Montevideo, pero ésta no llegó a concretarse. La Junta de Sevilla había nombrado a un nuevo virrey, Baltasar Hidalgo de Cisneros, quien el 30 de junio de 1809 llegó a Montevideo y disolvió la Junta obedeciendo precisas instrucciones que traía de España, aunque la halagó. Fue la primera Junta que se formó en Hispanoamérica. Si bien la misma carecía de todo espíritu revolucionario, no faltaría mucho para que nuevas Juntas surgieran y conmocionaran todo el andamiaje del colonialismo español.